# Алипий Влайков
Алипий (Алипия) Генчов Влайков е български учител, писател и дарител, по-голям брат на Тодор Влайков.
Вярата, че св. Алипия като закрилник на децата, ще помогне за оцеляване на новороденото е наречен от родителите му с името на светеца. Влайков завършва трикласното училище в Пирдоп, където е роден. Шестнадесет годишен започва работа като помощник учител и работи с известни прекъсвания до 1884 г. в Пирдоп 1872 – 1873 и Златица 1874 – 1877 г. Не много високото по степен образование го кара сам да изучи турски книжовен език, френски и сръбски. Ориентирал се към чиновническо поприще, става писар при мирови съдия, секретар и началник на митница, акцизен надзирател, митнически ревизор, главен секретар на Министерство на финансите. Политически Влайков е ориентиран към Демократическата, а по-късно към Радикалната партия.
Алипий Влайков взима участие в Сръбско-българската война. От тези години е и сътруничеството му със списание „Читалище“, вестниците „Стара планина“, „Народни права“, „Свобода“ и други издания.

## Обществена и дарителска дейност
Алипий Влайков е член на управителния съвет на кооперация „Братски труд“. Дарява средства за дейността на Затвора за малолетни престъпници и Червения кръст. Радетел е за електрифицирането на град Пирдоп. Дарява средства за безплатни ученически трапезарии в града 1911 г. (или 1912) и Копривщица (Безплатна ученическа трапезария „Велика и Иван Личеви“) и редица въздържателни дружества. Спомоществовател е на фонда на Пирдопската гимназия за закупуване на учебници за бедни деца, дарява средства и на Туристическо дружество „Паскал“ в родния си град. През 1933 г. прави анонимно дарение на голяма сума пари за изграждането на Църковен дом за бездомни и бедни старци при църквата „Успение на Пресвета Богородица“ в гр. Пирдоп. Влайков подема инициативата за образуване на благотворително дружество „Милосърдие“.

## Издания
- Влайков, Алипия. Спомени из живота ми.   Пирдоп, Златен змей, 2008. ISBN 978-954-776-008-0. с. 247.
- Влайков, Алипия. Речник на употребляваните в Пирдопския говор турски думи до 1885 година.   София, Кибеа, 2013. ISBN 978-954-474-627-8. с. 408.